# Holualoa
Holualoa is een plaats (census-designated place) in de Amerikaanse staat Hawaï, en valt bestuurlijk gezien onder Hawaï County.

## Demografie
Bij de volkstelling in 2000 werd het aantal inwoners vastgesteld op 6107.

## Geografie
Volgens het United States Census Bureau beslaat de plaats een oppervlakte van
39,3 km², waarvan 36,7 km² land en 2,6 km² water.

## Plaatsen in de nabije omgeving
De onderstaande figuur toont nabijgelegen plaatsen in een straal van 16 km rond Holualoa.